# Animal Instinct
«Animal Instinct» es el segundo sencillo del cuarto álbum de estudio, Bury the Hatchet, del grupo irlandés The Cranberries, publicado el 1 de junio de 1999.

## Vídeo musical
El vídeo fue dirigido por Oliver Dahan, y comienza con una madre que al volver a su hogar se encuentra con el servicio social que viene a quitarle la custodia de sus hijos. Mientras se los llevan ella comienza a llorar desconsoladamente al ver que sus hijos se marchan. Al comenzar la canción se ve a la banda sentada en una mesa, al tiempo que aparece la madre disfrazada con anteojos y una peluca llegando donde se encuentran sus hijos para sacarlos de allí y huir con ellos. Durante el resto del vídeo se pueden apreciar por las situaciones que debe pasar esta familia, como el dormir en el coche o huir de un restaurante debido a que no tenían dinero para pagar. El vídeo finaliza con la madre haciendo autostop ya que el coche estaba averiado.
En resumen el mensaje que el grupo quiere dar con esta canción es mostrar el instinto animal que sufre una madre cuando sus hijos le son arrebatados, demostrando que la primera reacción es la misma que la de cualquier animal, un instinto materno.

## Lista de canciones
CD sencillo 1 (UK)
1. «Animal Instinct» - 3:31
2. «Paparazzi on Mopeds» - 4:32
3. «Ode to my Family» (Live, Hamburg '99) - 4:30

CD sencillo 2 (UK)
1. «Animal Instinct» - 3:31
2. «Baby Blues» - 2:38
3. «Salvation» (Live, Hamburg '99) - 2:38

Maxisencillo
1. «Animal Instinct» - 3:31
2. «Paparazzi on Mopeds» - 4:32
3. «Ode to my Family» (Live, Hamburg '99) - 4:30
4. «Salvation» (Live, Hamburg '99) - 2:38

French Limited Edition CD single
1. «Animal Instinct» - 3:31
2. «Dreams» (Live, Oslo '99) - 4:12
3. «Linger» (Live, Oslo '99) - 4:40
4. «Zombie» (Live, Tipperary '94) - 5:21

## Posicionamiento
| Listas                     | Posicionamiento |
| -------------------------- | --------------- |
| Francia SNEP Singles Chart | 55              |
| Alemania                   | 72              |
| Países Bajos               | 79              |
| UK Singles Chart           | 54              |